# Макаренко Микола Омелянович
Мака́ренко Мико́ла Омеля́нович (4 (16) лютого 1877, Москалівка — 4 січня 1938, Томськ) — український археолог і мистецтвознавець. Першовідкривач роменської та маріупольської археологічних культур. Дослідник культурних пам'яток різних історичних епох, в тому числі, пов'язаних зі Сходом, на території України, Надволжя, Казахстана.
Жертва сталінського терору. Страчений окупаційною владою через відмову (1934) підписати акт на знесення Михайлівського Золотоверхого монастиря.

## Життєпис
Народився в селі Москалівка (нині село Роменського району Сумської області). Після Лохвицької гімназії навчався в Петербурзькій школі технічного малювання барона О. Л. Штиглиця, з 1902–1905 — в Петербурзькому археологічному інституті.
В 1906—1912 роках викладав малювання в 1-му реальному училищі.
Дослідницьку діяльність розпочав в Ермітажі як асистент, помічник завідуючого античним відділом. Співпрацював з Імператорською Археологічною комісією, друкувався в часописі «рос. Старые годы», викладав на Вищих жіночих архітектурних курсах, вивчав мистецьку спадщину Михайла Ломоносова та Тараса Шевченка.
У 1902—1919 роках проводив археологічні дослідження у Новгородській, Полтавській, Катеринославській, Харківській та інших губерніях. У 1908—1919 рр. був членом Полтавської вченої архівної комісії та Полтавського церковно-археологічного комітету.
В 1910 році разом з Миколою Реріхом та Борисом Реріхом працював на розкопках Новгороду. За матеріалами численних експедицій та досліджень Миколи Макаренка був опублікований нарис «Білозерський край», що мав стати частиною ширшої колективної праці з історії мистецтва.
В 1913 році здійснив експедицію у Сольвичегодськ. Був командирований Товариством заохочення художників до Німеччини у 1914 році.
В 1917 році перебував у Туреччині, де займався описом та охороною пам'яток Трапезунду та місцевостей довкола. Цей район був окупований російськими військами під час Першої світової війни

### В Україні

Меморіальна дошка Макаренку М. О. на стіні Михайлівського Золотоверхого собору в Києві. Скульптор Юрій Багаліка

У 1918 році отримав громадянство УНР та оселився в Києві. У складі Софійської комісії та Археологічного комітету досліджував Софійський собор, пам'ятки Київської держави, Києво-Печерської лаври, Михайлівського Золотоверхого собору. Брав участь у археологічних розкопках Ольвії, Спаського собору в Чернігові, Крейдищанського комплексу поблизу Сум. Також досліджував пам'ятки трипільської культури, вів розкопки скіфських курганів.
Упродовж 1920–1925 років — директор музею Мистецтв ВУАН, що відкрився на основі унікальної збірки Ханенків. Макаренко багато зробив для її збереження і дослідження. Наприклад, домігся повернення музейних експонатів, вивезених у 1915 році до Москви та Санкт-Петербурга — в Румянцевський музей, Третьяковську галерею, музей Івана Морозова та Історичний музей. Вчений впорядкував велику колекцію, оформив її розділи та підрозділи, створив музейну бібліотеку.
Також працював в Українському інституті книгознавства, що існував у Києві в 1922—1936 роках. Основними темами його роботи в інституті була не вивчена до того часу історія української преси та книговидання, книжкове мистецтво.
Професор Київського університету, дійсний член Всеукраїнського археологічного комітету (1924—1929).
В 1924 році Макаренко описав у статті Запорізькі клейноди в Ермітажі зібрання із 14 козацьких прапорів XVIII століття в якій вказав, що реліквії мали переважно жовті та блакитні кольори. Тим самим, він вказав на історичну спадкоємність національних кольорів українського прапору.
Згодом, автора наукової розвідки притягли до суду під приводом боргу за «службову квартиру» при музеї. Цією «квартирою» була маленька кімнатка при музеї на вулиці Терещенківській, 13, де вчений мешкав разом із дружиною і єдиним сином Орестом. Причиною боргу була відсутність зарплати, яку він не отримав через політику російських більшовиків «заощаджувати» на платні науковцям. Через це вченого звільнили з посади директора Музею мистецтв імені Богдана і Варвари Ханенків та відправили з Києва у Ромни.
Звільнення та вигнання директора музею співпало з початком нової політики російських більшовиків щодо українських музеїв та артефактів. Вона полягала в розподілі авторських колекцій за профілями музеїв. Утворювались окремі історичні, художні, етнографічні музеї з власними зібраннями. Самобутні колекції, які вміщували експонати різного напрямку — дробились. Все що не потрапляло під профіль нових музеїв передавалось до інших інституцій. Процес супроводжувався крадіжками, присвоєнням урядовцями цінних речей та іншими зловживаннями, які призвели до знищення безцінних історичних артефактів та збіднення музейних фондів. Микола Макаренко намагався цьому перешкоджати попри вигнання.
У 1927—1932 роках науковець входив до складу комісії ВУАН із палеоетнології, яка вивчала і за можливості рятувала археологічні пам'ятки, що знаходилися на місці будівництва майбутнього Дніпрогесу. Попри те, що більшовицький уряд в офіційному листі від 23 квітня 1930 р. рекомендував не розгортати експедиційні дослідження, а гроші «витрачати як можливо економніше».
У 1930—1931 роках проводив археологічні дослідження на лівому березі річки Кальміуса, планувалось будівництво металургійного заводу «Азовсталь». Окупаційна більшовицька влада вимагала згорнути розкопки та прискорити будівництво. Лише наполегливість Макаренка дозволила відкрити для науки та врятувати 120 поховань дніпро-донецької культури. Це стало відкриттям Маріупольського могильника, що був найдавнішим погребальним комплексом у ланцюжку культур, які привели до появи іраномовних скіфів. Працюючи до повного виснаження, Макаренко врятував від знищення 130 поховань людей пізньокроманьйонського типу, які мешкали у тій місцевості в другій половині 5 тис. до н. е., а також чотири поховання енеолітичної скелянської культури. Підсумком експедиції стала авторська монографія «Маріюпільський могильник» (1933).
Під час перенесення столиці УСРР з Харкова Харкова до Києва у місті планувались грандіозні архітектурні зміни. Комуністичний окупаційний режим планував знести Софійський собор, Михайлівський монастир, Трьохсвятительську церкву. На місці знищених пам'яток мав бути утворений «урядовий центр».
Макаренко неодноразово протестував проти руйнування архітектурних пам'яток Києва та відверто відстоював свою позицію. Звертався з протестом до тогочасного керманича УСРР Постишева, а коли отримав відмову, надіслав телеграму Сталіну з аргументами проти знесення Софійського собору. Коли це не спрацювало, то привернув увагу до проблеми французьких комуністів — Анрі Барбюса та письменника Луї Арагона, щоб ті захистили собор, збудований у 1037 році батьком французької королеви Анни Ярославівни. Французькі комуністи лишились байдужими, але зусилля науковця викликали інформаційний розголос. Завдяки цьому Софійський собор уник знищення комуністичним режимом, як це планувалось. Михайлівський Золотоверхий собор і Трьохсвятительську церква були зруйновані. На їх місці мав бути збудований Совнарком і будинок ЦК КПУ, між якими планувалось поставити великий пам'ятник Леніну.
У 1934 р. єдиний з членів державної комісії не підписав акт про знесення Михайлівського Золотоверхого собору у Києві. Дослідник був заарештований за це та засланий на три роки до Казані, де викладав у художньому технікумі, був консультантом Центрального музею. 1936 року, після повторного арешту, засуджений на три роки і відправлений у Томську виправно-трудову колонію № 2. 15 грудня 1937 року втретє заарештований і постановою «трійки» НКВС СРСР убитий в тюрмі 4 січня 1938 року. Місце поховання кати приховали.
Далекий родич вченого Д. Є. Макаренко, заступник директора Інституту геології, у 1989 році знаходив документи про розстріл та захоронення в Томську декількох тисяч людей, в тому числі і Миколи Макаренка, наприкінці 1930-х років. Тіла вбитих були заховані комуністами в землі, котра мала умови вічної мерзлоти. Пізніше сильна течія річки підмила ці поховання, через що багато тіл було унесено течією.
Реабілітований Постановами Верховного суду Татарської АРСР від 07.07.1960 та Томського обласного суду від 28.01.1965, Президією Верховної Ради СРСР від 16.01.1989.
Інститут археології НАН України звертався до органів безпеки про повернення документації М. Макаренка, але майже нічого з його наукової спадщини повернути не вдалося.

## Родина
Був двічі одруженим. Від першого шлюбу мав єдиного сина — Ореста. З підліткового віку юнак був помічником батька в археологічних експедиціях. У 1927 році під час археологічних досліджень у Густинському монастирі 17-річний Орест потонув у річці Удай. Водночас, існували чутки, що до цього нещасного випадку причетна більшовицька влада. З 1920 року Густинський монастир був закритий та перетворений на дитячу колонію, вихованці, якої не лише нищили споруди колишній монастир, але й займались кримінальними злочинами. Свого сина Микола Макаренко поховав під трапезною монастиря, серед поховань представників роду Рєпніних.
Друга дружина — Анастасія Сергіївна Федорова-Макаренко. Дата шлюбу точно не відома, але у 1931 році подружжя разом працювало під час розкопок Маріупольського могильника. Після заслання вченого до Казані, його дружина залишила квартиру у Києві та поїхала до чоловіка. У Казані вона працювала консультантом реставраційного відділу Казанського музею. Після повторного арешту чоловіка докладала зусилля, щоб домогтись його звільнення.
В квітні 1966 року 83-річна Анастасія Макаренко домоглась від Томського управління КГБ перегляду справи свого чоловіка. Невдовзі після отримання довідки про його реабілітацію вона померла. В отриманні інформації про точне місце поховання чоловіка М. О. Макаренка їй було відмовлено.

## Увічнення пам'яті
В грудні 1993 року Міністерство культури України спільно з часописом «Пам'ятки України» заснувало спеціальну щорічну премію імені Миколи Макаренка за найкращі наукові праці в галузі українського пам'яткознавства. Лауреатом першої премії став доктор архітектури, професор, член-кореспондент Нвціональної Академії Наук України Сергій Крижицький.
1997 року на мурі біля Економічної брами Михайлівського Золотоверхого монастиря в Києві відбулося урочисте відкриття і освячення бронзового погруддя видатного археолога й мистецтвознавця М. О. Макаренка (скульптор Юрій Багаліка).
2006 року громадською організацією «Сумське земляцтво в місті Києві» засновано щорічну обласну мистецьку премію імені Миколи Макаренка. Серед її лауреатів: Ростислав Синько, Надія Юрченко, Олександр Чередниченко, Ігор Василевський, Олена Іваненко.
В січні 2012 року на батьківщині Миколи Макаренка в с. Москалівка Роменського району, напередодні знаменної дати — 135-річчя від дня народження вченого, було відкрито пам'ятну дошку.
У 2023 році колишня вул. Хасанівська в Полтави отримала назву на честь Миколи Макаренка - людини, який організував у 1908 році перенесення із Ромен до Полтави й музеєфікацію  Покровської дерев'яної козацької церкви (спорудженої в  1764-1770 роках у м. Ромни останнім кошовим Запорізької Січі Петром Калнишевським та Давидом Чорним).

## Праці
Науковий доробок вченого:
- (рос.)Отчетъ объ археологическихъ изследованіяхъ въ Полтавской губерніи въ 1906 г.
- Макаренко, Николай. Памятники украинского искусства XVIII века / Николай Макаренко. — СПб. : Тип. С.-Петербург. Градоначальства, 1908. [Архівовано 23 липня 2018 у Wayback Machine.]
- (рос.)Ломоносов и мозаичное дело в России (1911);
- З артистичної спадщини Шевченка (1914);
- Городища и курганы Полтавской губернии (1917);
- Мистецтво книжки (1924);
- Музей Мистецтв Української Академії наук: Провідник (1924);
- Досліди над Чернігівським Спасом. Коротеньке звідомлення (1924);
- Городище «Монастирище» (1925);
- Орнаментація української книжки XVI—XVIII ст (1926);
- Ніженська фібула (1928);
- Чернігівський Спас: Археологічні досліди року 1923 (1929);
- Скульптура і різьбярство Київської Русі передмонгольських часів (1930);
- Маріюпільський могильник (1933).
- Макаренко М. Малюнки П. М. Боклевського / Микола Макаренко ; Укр. н.-д. ін-т книгознавства. — Київ. 1930. — 16 с.
- Українська книга XVI, XVII, XVIII ст. / Укр. наук. ін-т книгознавства ; за ред. М. О. Макаренко, С. І. Маслова. — Київ: Держ. вид-во України, 1926. — XV, 434 с. : іл. — (Труди Українського наукового інституту книгознавства ; т. 1). або в Інтернет-архіві.
- Макаренко, Микола. Орнаментація української книжки XVI—XVII ст. / Микола Макаренко ; Укр. наук. ін-т книгозн. — Київ: б. в., 1926. — 69 с. [Архівовано 14 серпня 2020 у Wayback Machine.]
- Макаренко М. Маріюпільський могильник / Микола Макаренко ; Всеукр. акад. наук. — К. : Вид-во Всеукр. акад. наук, 1933. — 151, 5 с., LV арк. [Архівовано 9 серпня 2020 у Wayback Machine.]

Бібліографія друкованих праць М. О. Макаренка складає щонайменше 164 позиції. (Їх перелік див. у біографічному дослідженні Дмитра Єлисейовича Макаренка «Шлях до храму»)
- Макаренко Н. Городища и курганы Полтавской губернии: (сб. топогр. сведений) / Николай Макаренко. — Полтава: Изд. Полтав. ученой архив. комиссии, 1917. — VIII, 105, XX с. [Архівовано 11 серпня 2020 у Wayback Machine.]